# Тиманг, Пётр Бодденг
Пётр Бодденг Тиманг (индон. Petrus Boddeng Timang, 7 июля 1947 года, Индонезия) — католический прелат, епископ Банджармасина с 14 июня 2008 года.

## Биография
13 января 1974 года Пётр Бодденг Тиманг был рукоположён в священника.
14 июня 2008 года Римский папа Бенедикт XVI назначил Петра Бодденга Тиманга епископом Банджармасина. 26 октября 2008 года состоялось рукоположение Петра Бодденга Тиманга в епископа, которое совершил епископ Банджармасина епископ Франциск Ксаверий Рочарджанта Праджасута в сослужении с архиепископом Самаринды Флорентином Сулуем Хаджангом Хау и архиепископом Макасара Иоанном Лику Адой.